# Talbot (razza canina)

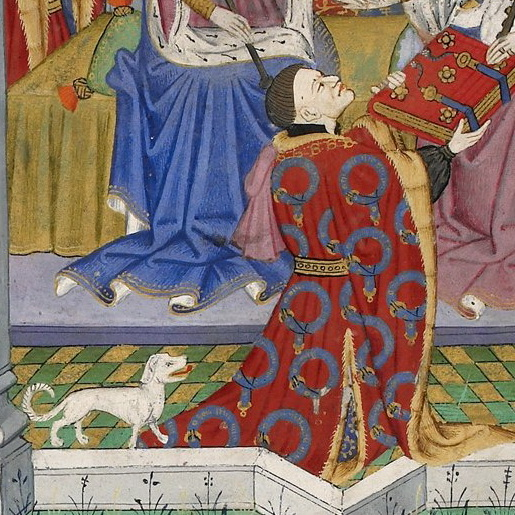
Un talbot hound raffigurato nel 1445 dietro John Talbot, 1 ° conte di Shrewsbury, che presenta un libro a Margherita d'Angiò, regina d'Inghilterra (miniatura miniata, Talbot Shrewsbury Book, British Library, Royal 15 E VI f. 2v)

Il cane talbot era un tipo di segugio da caccia comune in Inghilterra durante il Medioevo.
È raffigurato nell'arte del periodo come un cane di piccole e medie dimensioni, di colore bianco, con gambe corte, piedi grandi e potenti, un torace profondo con vita sottile, orecchie lunghe cadenti e una coda arricciata molto lunga. È mostrato in un noto esempio a Haddon Hall con un'espressione facciale feroce. La razza è estinta, ma si crede che sia un antenato dei moderni beagle e bloodhound.
Non è chiaro se fosse un segugio da pista (allevato per la qualità del suo naso), un segugio da vista (allevato per la qualità della vista e della velocità) o un cane usato per scavare in tana; non si sa nemmeno che tipo di prede cacciasse.
Un Talbot d'argento era usato come Impresa dai conti di Shrewsbury